# Iankovo, Șumen
Iankovo (în bulgară Янково) este un sat în comuna Smeadovo, regiunea Șumen,  Bulgaria. 

## Demografie
Componența etnică a satului Iankovo
     Turci (65,57%)
     Bulgari (32%)
     Nicio identificare (2,42%)
     Altele (0%)
La recensământul din 2011, populația satului Iankovo era de 700 locuitori. Din punct de vedere etnic, majoritatea locuitorilor (65,57%) erau turci, cu o minoritate de bulgari (32%). Pentru 2,42% din locuitori nu este cunoscută apartenența etnică.